# Ingrid Rosario
Ingrid Rosario (6 de junio de 1974, Nueva York, Estados Unidos) es una cantante y compositora de música cristiana, conocida por canciones como «El poder de tu amor», «Eres mi respirar», «Soy amante de tu presencia», entre otros.
Cuenta con 6 producciones de música cristiana, por las cuales ha sido nominada, en varias ocasiones, a los Dove Awards, Premios Arpa, Premios AMCL y Latin Grammy, obteniendo algunos galardones.
Ha participado en diversas producciones musicales desde su debut en 1999, siendo una de las cantantes cristianas activas con amplia trayectoria y reconocimiento dentro del ámbito musical góspel. Formó parte del grupo de alabanza de la iglesia Lakewood.

## Biografía
Ingrid Rosario nació en Nueva York, Estados Unidos, el 6 de junio de 1974. Hija de Alejandro Rosario, originario de República Dominicana, pero criado en Nueva York, y de Zoraida López, de nacionalidad colombiana, pero criada en Venezuela.
A la edad de 3 años Ingrid y su familia se mudaron a la ciudad de Los Ángeles, California. Cuando tenía 7 años sus padres se divorciaron, quedando ella y su hermano Emmanuel, que era recién nacido, al cuidado de su madre. A los 14 años de edad Ingrid, su hermano y su madre volvieron a mudarse, esta vez a Miami, Florida.
Con el transcurso del tiempo obtuvo un gran crecimiento espiritual y luego de su bautizo empezó a desarrollar su talento musical, participando en un grupo llamado Kyrios y luego en un grupo en la universidad en la que estudiaba.
Entre 1994 a 1998, cursó estudios de licenciatura en educación para la salud, en la Universidad Liberty de Linchburg, Virginia, donde obtuvo una beca por cantar en la agrupación Light Ministry. Con esta agrupación visitó varios países, dentro de los que se encuentran Inglaterra y la India.
Está casada con el músico baterista Anthony J. López, nacido en Miami, EE. UU., con quien tiene un hijo de nombre Seth, nacido en el año 2011.

## Carrera musical
En 1999 y 2001, grabó con Integrity Hossana Music sus dos primeras producciones como solista. La primera llevó el nombre de Canta al Señor y la segunda se tituló Fe.
Participó en grabaciones de las Sociedades Bíblicas Unidas, tituladas Hazme un instrumento y A viva voz. Colaboró con el cantante Danny Driggs, en la producción Por siempre te alabaré.
Desde el 2002 en adelante, ha participado en varias ocasiones en el Desayuno Hispano de Oración Nacional, en el que algunos presidentes de Estados Unidos han sido los oradores principales.
En febrero de 2004 recibió un galardón de Premios Nuestra Música por "Mejor vocalista femenina". En marzo del mismo año también fue nominada como "Mejor vocalista femenina", en los Premios La Conquista.
En el 2005, participó en la canción con ritmos latinos "Thank you for Everything" del álbum Mighty Wind (Viento recio), producción de Andraé Crouch.
En el 2007, lanzó su primera producción en inglés, titulada All I desire y en ese mismo año también grabó el disco Mi salvación, una recopilación de alabanza y adoración que fue nominada a los Dove Awards, en la categoría "Mejor álbum en español".

### 2010:Cuán Gran Amory nominación al Latin Grammy
En el año 2010, grabó su álbum Cuan gran amor que fue ganador de tres Premios AMCL y nominado para el Latin Grammy 2011, en la categoría "Mejor álbum cristiano del año". En el 2011 también obtuvo una nominación a los Premios Dove y cuatro nominaciones a los Premios Arpa, consiguiendo un galardón en la categoría "Mejor voz femenina" de los Premios Arpa.
En el 2013, Ingrid obtuvo uno de los Premios AMCL, en la categoría "Álbum en vivo del año", por su álbum Pasión, lanzado ese mismo año. También fue designada como Directora de alabanza en la Iglesia Lakewood.
En 2015, colaboró junto a Funky para el sencillo «Invencible» del álbum Indestructible del rapero puertorriqueño, donde recibieron una nominación en Premios Arpa como Colaboración del año.
En 2021, lanzó su álbum Fiel Amor Vol. 1, por el cual recibió un Premio Arpa como Mejor álbum femenino, y colaboró con Miel San Marcos para el tema «Mi Dios». «He visto tu fidelidad» y «Yo me rindo» junto a Robert Green del Grupo Barak, fueron uno de los sencillos del álbum.
En 2023, nuevamente recibió la invitación de Miel San Marcos, esta vez para el sencillo «Coritos» que también reunía a Marcos Witt y Daniel Calveti, composición que sería elegida como "Canción del Año en español" en Premios Dove 2023, y reconocida como 15 de las mejores canciones de música cristiana en 2023.
En 2024, Ingrid Rosario anunció la producción Fiel Amor, en celebración a sus 25 años de trayectoria, presentando el sencillo «Todo es posible», y «Reinarás por siempre» en colaboración con Alex Zurdo, y escrita por Israel Houghton y BJ Putnam.

## Discografía
- 1999: Canta al Señor
- 2001: Fe
- 2007: All I desire
- 2007: Mi salvación
- 2010: Cuan gran amor
- 2013: Pasión
- 2017: Amanecer con Dios
- 2021: Fiel Amor, Vol. 1
- 2024: Fiel Amor

## Premios y reconocimientos

### Premios Grammy Latinos
- 2011: Álbum cristiano en español - Cuán Gran Amor (Nominación)

### Premios Dove
- 2009: Álbum del año en español - Mi Salvación (Nominación)
- 2011: Álbum del año en español - Cuán Gran Amor (En Vivo desde Miami) (Nominación)
- 2023: Canción del año en español - «Coritos» con Miel San Marcos, Marcos Witt y Daniel Calveti (Ganadores)

### Premios Arpa
- 2011: Mejor álbum vocal femenino - Cuán Gran Amor
- 2021: Mejor álbum vocal femenino - Fiel Amor Vol. 1

### Premios AMCL
- 2010: Canción mensaje del año - «Digno y Santo»
- 2010: Álbum en vivo del año - Cuan gran amor
- 2010: Página web artista del año
- 2013: Álbum en vivo del año - Pasión